# Xaintrailles
 Xaintrailles (en occitano Sentralha) es una población y comuna francesa, en la región de Aquitania, departamento de Lot y Garona, en el distrito de Nérac y cantón de Lavardac. El destacado militar del Périgord Jean Poton de Xaintrailles o Caballero de Xaintrailles (en occitano Chivalièr o Xivalièr de Sentralha) obtuvo su nombre noble en referencia a este poblado.

## Demografía
| 379 | 408 | 342 | 349 | 410 | 396 |
| Para los censos de 1962 a 1999 la población legal corresponde a la población sin duplicidades (Fuente: INSEE [Consultar]) |     |     |     |     |     |